# NGC 2520
NGC 2520 = NGC 2527 ist ein offener Sternhaufen vom Typ III1p im Sternbild Achterdeck des Schiffs am Südsternhimmel. Er eine Winkelausdehnung von 10,0' und eine scheinbare Helligkeit von 6,5 mag.
Das Objekt wurde am 9. Dezember 1784 von William Herschel entdeckt.